# Gnidia robynsiana
Gnidia robynsiana är en tibastväxtart som beskrevs av S. Lisowski. Gnidia robynsiana ingår i släktet Gnidia och familjen tibastväxter. Inga underarter finns listade i Catalogue of Life.